# Lijst van spelers van FC St. Pauli
Deze lijst bevat voetballers die bij de Duitse voetbalclub FC St. Pauli spelen of gespeeld hebben. De namen zijn alfabetisch gerangschikt.

## A
- Werner Ackermann
- Guy Acolatse
- Gustavo Acosta
- Yakubu Adamu
- Benjamin Adrion
- Markus Aerdken
- Festus Agu
- Markus Ahlf
- Daniel Ahrens
- Günther Ahrens
- Yusuf Akbel
- Philip Albrecht
- Ludwig Alm
- Moudachirou Amadou
- Etienne Amenyido
- Marcel Andrijanić
- Heiko Ansorge
- Hans Appel
- Jeton Arifi
- Gerald Asamoah
- Christopher Avevor

## B
- Zlatan Bajramović
- Hans-Jürgen Bargfrede
- Deniz Barış
- Fin Bartels
- Zlatko Bašić
- Werner Baumann
- Alfred Beck
- Ralf Becker
- Jens Beermann
- Rachid Belarbi
- Rolf Bergeest
- Karl-Heinz Bergmann
- Morten Berre
- Klaus Beverungen
- Siegfried Beyer
- Andreas Biermann
- Bertrand Bingana
- André Bistram
- Stefan Blank
- Rolf Blau
- Wojciech Bobrowski
- Michael Bochtler
- Udo Böhs
- Fabian Boll
- Alfred Boller
- Klaus-Dieter Bone
- Uwe Bonik
- Patrik Borger
- Rolf Börner
- Frank Böse
- Mourad Bounoua
- Jonathan Bourgault
- Jens-Peter Box
- Marvin Braun
- Hermann Bredenfeld
- Siegfried Bronnert
- Marius Browarczyk
- Hauke Brückner
- Björn Brunnemann
- Florian Bruns
- Mathias Bruszies
- Linus Büchler
- Christopher Buchtmann
- Ante Budimir
- Tihomir Bulat
- Henning Bürger

## C
- Paul Caligiuri
- Matias Cenci
- Torsten Chmielewski
- Chris
- Klaus-Georg Christensen
- Daniel da Costa Franco

## D
- Michael Dahms
- Dirk Dammann
- Peter Danjus
- Dennis Daube
- Heinz Deininger
- Walter Delewski
- Dietmar Demuth
- Kai Dittmer
- Walter Dobberkau
- Martin Driller
- Oskar Drobne
- Davidson Drobo-Ampem
- Frank Dröge
- Demir Duric
- Jens Duve
- Walter Dzur

## E
- Marius Ebbers
- Justus Eccarius
- Marcel Eger
- Rolf Eggers
- Bernd Eigner
- Emerson
- Claus Eppel
- Ömer Erdoğan
- Reinhold Ertel

## F
- Jupp Famula
- Horst Feilzer
- Heinz Feldmann
- Gino Ferrin
- Werner Fiedler
- Petar Filipović
- Michael Fischer
- Egon Flad
- Marius Flatken
- Klaus Fock
- Christian Fröhlich
- Torsten Fröhling
- Walter Frosch
- Patrick Funk

## G
- Martino Gatti
- Robert Gebhardt
- Peter Gehrke
- Fabian Gerber
- Franz Gerber
- Holger Gerwalt
- Cory Gibbs
- Rolf Gieseler
- Daniel Ginczek
- Mike Göbel
- Thomas Goch
- Akaki Gogia
- André Golke
- Sören Gonther
- Marc Gouiffe á Goufan
- Jacques Goumai
- Gerd Grau
- Fabian Graudenz
- Michael Gregoritsch
- Werner Greth
- Jürgen Gronau
- Jörn Großkopf
- Hermann Groth
- Achim Grün
- Marco Gruszka
- Ralph Gunesch
- Ferdi Günter
- Joachim Gustke
- Tim Gutberlet
- Joseph-Claude Gyau

## H
- Martin Haase
- Horst Haecks
- Werner Hagel
- Bernd Hägermann
- Mathias Hain
- Marcel Halstenberg
- Rico Hanke
- Stephan Hanke
- Frank Hannemann
- Heino Hansen
- Marc Hartung
- Kurt Haß
- Philipp Heerwagen
- Kurt Hehl
- Werner Heitkamp
- Alfons Heitmann
- Oliver Held
- Heinz Hempel
- Michael Hempen
- Rouwen Hennings
- Simon Henzler
- Deniz Herber
- Holger Hieronymus
- Robin Himmelmann
- Thomas Hinz
- Mathias Hinzmann
- Hartmut Hischer
- Ari Hjelm
- Rolf Höfert
- Günter Hoffmann
- David Hoilett
- Bernd Hollerbach
- Achim Hollerieth
- Willem Hupkes
- Alfred Hußner
- Wolfgang Hustig
- Uğur İnceman

## I
- Volker Ippig

## J
- Helmut Jahn
- Petri Järvinen
- Andreas Jeschke
- Wolfgang John
- Ian Joy

## K
- Deniz Kacan
- Jan-Philipp Kalla
- Ulrich Kallius
- Wolfgang Kampf
- Cem Karaca
- Steffen Karl
- Heinz Kaster
- Dieter Kawohl
- Thomas Kessler
- Jochen Kientz
- Peter Kilian
- Florian Kirschke
- Ivan Klasnić
- Fred Klaus
- Michael Klauß
- Peter Knäbel
- Uwe Knodel
- Ivo Knoflíček
- Reenald Koch
- Ján Kocian
- Reinhard Kock
- Brian Koglin
- Klaus Kokoska
- Dubravko Kolinger
- Toralf Konetzke
- Heinz Köpping
- Siegfried Köstler
- Dema Kovalenko
- Hans-Jürgen Kowalkowski
- Thorsten Koy
- Florian Kringe
- Wolfgang Krontal
- Werner Kruppa
- Max Kruse
- Laurynas Kulikas
- Wolfgang Kulka
- Tobias Kurbjuweit
- Okan Kurt
- Ahmet Kuru

## L
- Axel Lange
- Clemens Lange
- Benno Larsen
- Florian Lechner
- Heinz Lehmann
- Matthias Lehmann
- Heinz Lichtl
- Herbert Liedtke
- Karl-Heinz Liese
- Reinhard Löffler
- Michael Lombard
- Jörg Loss
- Markus Lotter
- Ronald Lotz
- Alexander Ludwig
- Felix Luz

## M
- Fritz Machate
- Uwe Mackensen
- Sebastian Maier
- Siegmund Malek
- Manfred Mannebach
- Ali Reza Mansourian
- Leonardo Manzi
- Marcão
- Marcus Marin
- Siegmund Marsollek
- André Martens
- Michael Mason
- Franz Mathieu
- Jens Matthies
- Artur Maxhuni
- Andreas Mayer
- Michél Mazingu-Dinzey
- Thomas Meggle
- Alexander Meier
- Manfred Meier
- Norbert Meier
- Steffen Menze
- Hendrik Meyer
- Hermann Michael
- Torsten Miethe
- Stjepan Milardovic
- Marinko Miletić
- Karl Miller
- Florian Mohr
- Patrick Mölzl
- Fabio Morena
- Heinz Müller
- René Müller
- Harald Münster
- Audenzio Musci
- Lazar Mutapdzija

## N
- Babacar N'Diaye
- Deniz Naki
- Nascimento
- Bernd Nehrig
- Carsten Nemitz
- Richard Neudecker
- Horst Neumann
- Werner Nickel
- Marc Nielsen
- Robert Nikolic
- Peter Nogly
- Karl-Heinz Noldt
- Christopher Nöthe
- Henry Nwosu

## O
- Bastian Oczipka
- Ofosuhene Oduro-Opuni
- Adolphus Ofodile
- Bernhard Olck
- Thomas Oldenburg
- Jerry Opoku-Karikari
- Peter Osterhoff
- Leo Skiri Østigård
- Walter Oswald
- Klaus Ottens
- Kazuo Ozaki

## P
- Leart Paçarada
- Robert Palikuca
- Karl-Heinz Pape
- Nico Patschinski
- Christopher Pätzold
- Frank Pätzold
- Joachim Pawlik
- Tore Pedersen
- Miguel Pereira
- Johnny Petersen
- Tim Petersen
- Andrew Pfennig
- Joachim Philipkowski
- Nils Pichinot
- Nikolay Pisarev
- Benedikt Pliquett
- Werner Pokropp
- Andrey Polunin
- Ingo Porges
- Dirk Prediger
- Roman Prokoph
- Carsten Pröpper
- Thomas Puschmann

## R
- Catalin Racanel
- Christian Rahn
- Jens Rasiejewski
- Marcel Rath
- Andreas Reinke
- Timo Reus
- Reinhard Rietzke
- Jürgen Roloff
- Horst Romes
- Erich Roschkowski
- Jan-Philipp Rose
- Detlef Rosellen
- Butje Rosenfeld
- Lennart Rotetzki
- Carsten Rothenbach
- Matthias Ruländer
- Ryszard Rybak
- Jürgen Rynio
- Marc Rzatkowski

## S
- Daniel Sager
- Mahir Sağlık
- Markus Sailer
- Morike Sako
- Abdou Sall
- Yuriy Savichev
- Sebastian Schachten
- Heinrich Schaffer
- Jens Scharping
- Daniel Scheinhardt
- Arvid Schenk
- Matthias Scherz
- Emil Schildt
- Dieter Schiller
- Kevin Schindler
- Dieter Schlindwein
- Klaus-Dieter Schmidt
- René Schnitzler
- Rudolf Schönbeck
- Sam Schreck
- Reinhard Schröder
- Timo Schultz
- Ulrich Schulz
- Eric Schumacher
- Oliver Schweißing
- Jörn Schwinkendorf
- Thomas Seeliger
- Hans-Helmuth Sembritzki
- Khvicha Shubitidze
- Rocky Siberie
- Kaliph Sidibe
- Ralf Sievers
- Ömer Şişmanoğlu
- Søren Skov
- Petar Slišković
- Femi Smith
- Lasse Sobiech
- Waldemar Sobota
- Thomas Sobotzik
- Otmar Sommerfeld
- Lukasz Sosnowski
- Christian Springer
- Ole Springer
- Piotr Staczek
- Holger Stanislawski
- Andrej Startsev
- Martin Stecker
- Arno Steffenhagen
- Mario Steinhauer
- Daniel Stendel
- Harald Stender
- Waldemar Steubing
- Dragan Stevanovic
- Kay Stisi
- Uwe Stothfang
- Michael Strunck
- Stefan Studer
- Dirk Stülcken
- Rudolf Sturz
- Richard Sukuta-Pasu
- Ive Sulentić
- Hans Sump
- Karsten Surmann
- Dariusz Szubert

## T
- Charles Takyi
- Ifet Taljevic
- Willy Thiele
- Sven Tholen
- Klaus Thomforde
- Hans-Joachim Thoms
- Markus Thorandt
- Lennart Thy
- Dennis Tornieporth
- Torsten Traub
- Marek Trejgis
- Filip Trojan
- André Trulsen
- Philipp Tschauner
- Jean Tsoumou-Madza
- Niels Tune-Hansen

## U
- Cosmin Uilacan
- Klaus Ulbricht
- Tjorben Uphoff
- Ahmet Usman

## V
- Nikola Vasilj
- John Verhoek
- Moritz Volz

## W
- Manfred Waack
- Heinz Weber
- Holger Wehlage
- Carsten Wehlmann
- Jürgen Weidlandt
- Benjamin Weigelt
- Niclas Weiland
- Wolfgang Wellnitz
- Rüdiger Wenzel
- Karl Werner
- Jan Wessel
- Gerd Wieczorkowski
- Fritz Wilde
- Klaus Winkler
- Uwe Witt
- Gustav-Adolf Wöhler
- Horst Wohlers
- Günter Woitas
- Sebastian Wojcik
- Peter Woldmann
- Dirk Wolf
- Frank Wolf
- Kwasi Wriedt
- Harry Wunstorf

## Y
- Pavlo Yanchuk
- Chen Yang
- Serhat Yapici

## Z
- Carlos Zambrano
- Dirk Zander
- Ersin Zehir
- Ermir Zekiri
- Philipp Ziereis
- Peter Zimmermann
- Hysen Zmijani